# Universidade de Coventry
A Universidade de Coventry (em inglês: Coventry University), é uma universidade de pesquisa pública situada em Coventry, Inglaterra, conhecida como Politécnico de Lanchester (Lanchester Polytechnic) até 1987, e Politécnico de Coventry (Coventry Polytechnic), até que recebeu o status universidade em 1992. Suas quatro faculdades, que são compostas de escolas e departamentos, realizam em torno de 300 cursos de graduação e pós-graduação. Em toda a universidade existem onze centros de pesquisa especializados em diferentes áreas, desde o transporte até os estudos sobre a paz.